# Tetranychus salasi
Tetranychus salasi är en spindeldjursart som beskrevs av Baker och Pritchard 1962. Tetranychus salasi ingår i släktet Tetranychus och familjen Tetranychidae. Inga underarter finns listade i Catalogue of Life.